# Lijst van religies en spirituele tradities
Hieronder volgt een lijst van religies en spirituele tradities, per categorie zo veel mogelijk gerangschikt volgens de chronologische volgorde van hun ontstaan. De gebruikte classificatie is slechts één uit vele mogelijkheden. Het systeem gebruikt een "filtersysteem" voor het onderbrengen van religies en spirituele tradities in de diverse categorieën. Een groep wordt in een categorie zo dicht mogelijk bij het begin van de lijst ondergebracht als die categorie dat toestaat. Zelfs als meerdere indelingen van een religie of spirituele traditie mogelijk zouden zijn wordt deze dus in principe maar eenmaal vermeld.

## Dharmische religies
Levensbeschouwingen met ontstaansbasis in het historische India

### Hindoeïsme
Vaak panentheïstisch (God is in zowel als voorbij de schepping). Ook andere vormen, zoals non-theïstische levensbeschouwingen, komen voor.

#### Shaivisme
(vroege verbinding met samnyasa, yoga, tantra en ascese; God is oneindige Hoogste Bewustzijn)
- Shaiva Siddhanta (vnl. Zuid-India (Kerala en Tamill Nadu) sinds circa 250 v.Chr., beweging van Nandinatha uit Kasjmir, Noord-India; dualisme)
- Kasjmir Shaivisme (ook Shaiva Advaita, Trika Shaivisme, Rahasya of Trayambaka Sampradaya, sinds circa 800, in 14e eeuw bijna verdwenen; non-dualistisch theïsme)
- Pashupati Shaivisme (ascetische monniken met afwijkende levensstijl)
  - Gorakshanatha Shaivisme (vanaf 10e eeuw door Gorakshnatha)
- Shaiva Advaitisme (door Shrikantha; Vishista-Advaita-vada of beperkt non-dualisme)
- Vira Shaivisme (ook Lingayats, sinds circa 1160 vanuit Karnataka, Zuid-India, hervormingsbeweging van Shri Basava)

#### Shaktisme
(vanaf circa 400, gebaseerd op tantra's en yoga; verering van de Hoogste Moeder-God om te komen tot het oneindige Hoogste Bewustzijn)

#### Smartisme
(hervormd door Shankara in de 9e eeuw; aanbidden zes vormen van God; vnl.jñāna-yoga)

#### Vaishnavisme
(met een persoonlijk godsbeeld, devotioneel en met avatara's)
- Shri Sampradaya (sinds circa 850, onder andere volgelingen van Ramanuja, Zuid-India vanuit Vaishnava Vedanta (vanaf circa 550); Vishista-Advaita-vada of beperkt non-dualisme)
  - Ramananda School (volgelingen van Ramananda in Noord-India)
    - Vairagi School (ascetisch)

  - Tengalai School (sinds circa 1200, volgelingen van onder andere Lokacharya Pillai in Zuid-India)
  - Vadagalai School (sinds circa 1200, volgelingen van Vedanta Deshika in Noord-India)
- Kumara Sampradaya (Nimbarka of Hamsa Sampradaya; sinds circa 1150, volgelingen van Narada en Nimbarka; Dvaita-Advaita-vada)
- Vallabha Sampradaya (Krishna of Rudra Sampradya of Pushtimarga; sinds circa 1225, volgelingen van Vishnuswamin en Vallabha; Shuddha-Advaita-vada)
  - Radha Vallabhi's (vereren Radha in plaats van Krishna)
- Brahma Sampradaya (Maddhava Sampradaya of Sad Vaishnavisme; sinds circa 1260, volgelingen van Madhava; Dvaita-vada of dualisme)
- Gaudiya Sampradaya (Bengaals Vaishnavisme; sinds circa 1510 vanuit Brahma Sampradaya, volgelingen van Shri Caitanya)
  - ISKCON (sinds 1965, Hare Krishna-beweging, vanuit de 19e-eeuwse Neo-Caitanya beweging)

#### Agama Hindoe Darma(Indonesisch hindoeïsme)
(sinds 2e eeuw vanuit India via Java en West-Borneo)

#### De Zes Hoofdscholen van de hindoefilosofie
- Yoga (zie ook niet-sektarische en transsektarische bewegingen)
  - Astanga-yoga (achtvoudige yogapad)
  - Hatha-yoga (fysieke yoga)
  - Siddha-yoga
  - Tantrische yoga
- Samkhya
- Nyaya
- Vaisheshika
- Purva Mimamsa
- Uttar Mimamsa (Vedanta)
  - Advaita Vedanta
  - Integrale yoga

### Boeddhisme

#### Historische 18 vroege boeddhistische scholen
(bestaand tussen 500 en 300 v.Chr. in Zuid-Azië, met uitzondering van het Theravada verdwenen)

#### Theravada(School der Ouderen)
(meest traditionele school, nadruk op leringen in de Pali-canon en naleving van de Vinaya; hieronder alleen de nog bestaande groeperingen)
- Subgroeperingen in Thailand: vaak nadruk op de leer uit de suttas.
  - Maha Nikaya: grootste monastische organisatie in Thailand; vanuit Sri Lanka omstreeks 1200.
    - Dhammakaya: relatief nieuwe beweging.

  - Dhammayuttika Nikaya: afsplitsing van de Maha Nikaya in 19e eeuw.
  - Thaise Bostraditie: benadrukt de praktijk: Vinaya en meditatie.
    - Traditie van Ajahn Mun (sinds circa 1900, onderdeel van Dhammayoettika Nikaya)
    - Traditie van Ajahn Chah (eerste klooster in 1954, onderdeel van Maha Nikaya)
    - Traditie van Ajahn Sanong (ook wel traditie van Wat Sanghathaan)
- Subgroeperingen in Sri Lanka: zowel de suttas als de Abhidhamma en Visuddhimagga zijn belangrijk.
  - Siam Nikaya: vanuit Thaise Maha Nikaya (1753); alleen monniken uit de hoogste kaste.
    - Waturawila (of Mahavihara Vamshika Shyamopali Vanavasa Nikaya): bostraditie.

  - Amarapura Nikaya: vanuit Thudhamma Nikaya van Myanmar (1800).
    - Kanduboda (of Swejin Nikaya): semi-bostraditie, veelal vipassana meditatie.
    - Tapovana (of Kalyanavamsa): semi-bostraditie, veelal vipassana meditatie.

  - Ramañña Nikaya: origine in Myanmar, via Thailand naar Sri Lanka (19e eeuw).
    - Galduwa (of Kalyana Yogashramaya Samsthava): Grootste en striktste bostraditie in Sri Lanka; nadruk op vinaya en meditatie.
    - Delduwa: oudere en kleinere groep boskloosters.
- Subgroeperingen in Myanmar (Birma): nadruk op commentariële geschriften zoals Abhidhamma en Visuddhimagga.
  - Thudhamma Nikaya: vanaf 18e eeuw door samengaan van verschillende stromingen op bevel van de koning.
  - Shwekyin Nikaya
  - Vipassana traditie van Mahasi Sayadaw: benadrukt vipassana meditatie.
  - Traditie van Pa Auk Sayadaw: benadrukt een meditatiesysteem gebaseerd op de Visuddhimagga.
- Subgroeperingen in Bangladesh:
  - Sangharaj Nikaya: origine in Myanmar (Birma), 1864
  - Mahasthabir Nikaya: vanuit Sangharaj Nikaya.

#### Mahayana(Grote Voertuig)
(vanaf eerste eeuw n.Chr. vanuit India, opbloei vanuit historische Mahāsamghika school (sinds 383 v.Chr.))
- Madhyamaka ("Middelste Weg"; sinds 2e eeuw door Nāgārjuna in Zuid-India; Deconstructionisme: Shunyavada ("er is slechts leegte" leer))
  - Prāsamgika ("Reductieve School"; sinds circa 550 scheiding met Svātantrika door Buddhapālita)
  - Svātantrika ("Onafhankelijke School"; circa 550 door Bhāvaviveka uit Zuid-India; Bahyanumeyavada, objectieve wereld is niet illusionair of leeg en bestaat naast de mentale wereld)
    - Vaibhasika ("Direkt Realisme School"; Bahya-pratyakshavada; zowel mentale wereld als objecten zijn reëel)
- Yogacara (met Yoga-meditatie of Cittamatra, vanaf vierde eeuw, door onder andere Maitreya; Reconstructionisme: Vijñanavada ("er is slechts bewustzijn" leer))

##### Mantrayana
(Vanaf circa 2e eeuw, vroege boeddhistische tantrabeoefening in India, vanaf 3e eeuw naar China)

##### Scholen inChina
- Amitabha-Boeddhisme ("Amidisme", "Zuivere Land Boeddhisme", China sinds circa 150 n.Chr. door Pers An Shi Kao (uit Parthië))
  - Jodo-shu
  - Jodo Shinshu
- Chu-she ("Realistische School", circa 350 vanuit Peshavar (India) door Vasubhandu)
- Ching-tu ("Zuivere Land School" vanuit Mahayana circa 360 door Hui-yuan (oorspronkelijk een Taoïst); devotioneel/anti-intellectueel)
- Chan (Sanskriet: "Dhyana", vanaf 527 n.Chr. vanuit India door Bodhidharma; anti-intellectueel)
- Tien-tai of Fa-hua ("Witte Lotus School"; door Chih-i circa 560)
- San-lun (vanuit Indiase Madhyamaka van Nagarjuna door Kumarajiva vanaf circa 580)
- Fa-hsiang ("School van het Bewustzijn" via Indiase Yogachara door Hsuan-Tsang vanaf circa 630)
- Lu-tsung ("Vinaya School" door Tao-hsuan circa 650)
- Hua-yen of Avatamsaka ("Bloemschik School"; vanaf circa 650 door Tu-shun tot circa 850 na Chr.)

##### Scholen inJapan
- Kegon
- Hosso
- Nichiren
  - Soka Gakkai
  - Nichiren Shoshu of America
  - Reiyukai
  - Rissho Koseikai
  - Nipponzan-Myohoji
- Tendai ("School van het Hemelse Rijk"; vanuit Chinese Tien-tai vanaf 9e eeuw)
- Zen (Dhyana School, vanuit Chinese Chan)
  - Rinzai
  - Soto
  - Obaku
  - Igyo
  - Hogen
  - Ummon

#### Vajrayana(Diamanten Voertuig of Tantrayana)
(Tantra-yoga vanuit Madhyamaka en Yogacara, de combinatie van Theravada boeddhisme en Mahayana boeddhisme: vanaf circa 300 n.Chr. in India, onder andere Bengalen, Assam en Uddiyana)
- Chen-yen (of Mi-tsung, China vanuit India, vanaf circa 660)
- True Buddha School
- Shingon (Japan, vanaf 9e eeuw, via Chinese Chen-yen)
- Bön. Vorm van boeddhisme die zich vanaf de tiende eeuw in Tibet ontwikkelde en onderscheiden moet worden van Tibetaans boeddhisme
- Tibetaans boeddhisme (vanaf eind zevende eeuw vanuit India):
  - Nyingmapa ("Roodhoeden"; oudste, niet-monastieke school, sinds 817 vanuit India door Padmasambhava)
  - Narmapa ("Nieuwe School"):
    - Kagyüpa ("Mondelinge Traditie" sinds circa 1040, door Khyungpo Nyaljor vanuit Kadampa traditie in India (Atisha))
    - Kadampa (sinds 1042 herintroductie in Tibet door Atisha)
    - Sakyapa ("Grijze Aarde Traditie" sinds 1073, door Khon Konchol Gyalpo vanuit Kadampa traditie)
    - Gelugpa ("Geelhoeden", circa 1385 vooral vanuit de Kadampa traditie door Gyalwa Tsongkhapa uit Tibet; zijn leerling was de eerste van de 14 dalai lama's)
    - Jonangpa (Kleine Traditie, bijna verdwenen in de 17e eeuw)
    - Rimé-beweging (beweging om op een meer eclectische wijze met de verschillen tussen de stromingen om te gaan, 19e eeuw door Jamgon Kongtrül Lodrö Thaye in Oost-Tibet)
    - Nieuwe kadampa (vanaf 1991 door Geshe Kelsang Gyatso, modernisering van Kadampa traditie)

### Jaïnisme
- Digambar
- Shvetambar

### Sikhisme(Sikhreligie)
("Er is geen hindoe en er is geen moslim" (Guru Nanak); Nirguna bhakti mede geïnspireerd door vaishnavisme, soefisme, siddha's (zowel hindoe als boeddhistisch) en Nath yogi's; vanaf circa 1500)
- Keshadhari Sikhs (haardragers; sikhs die hun haar niet knippen; sinds tiende en laatste goeroe Gobind Singh)
- Sanatan/Sahajdhari Sikhs ("Zuiveren"; invloeden van yoga-meditatie en vedanta, afwijzing van meer militante khalsa leringen van tiende en laatste goeroe Gobind Singh, niet baarddragend)

Bestaande stromingen in volgorde van hun ontstaan (vetgedrukt waren tot 1880 de vier orthodoxe stromingen):
- Udasis (vanaf circa 1530; missionarissen, ascetische bedelmonniken, meestal celibatair, volgelingen Shri Chand, oudste zoon van stichter Guru Nanak, wezen tweede Guru af; gele kleding)
- Bedis
- Sadhis
- Alkali Nihangs (vanaf circa 1620; strijders; ascetisch en celibatair (niet meer algemeen), strikt in volgen gedragscode en beoefenen vechtsporten)
- Jats
- Khalsa of Amritdhari Sikhs (orthodox; vanaf 1699 door Guru Gobind Singh)
- Seva Panthis/Addan Shahia (vanaf circa 1700; filantropen)
- Nirmalas (vanaf circa 1710; intellectuelen; celibataire rondtrekkende predikers; saffraankleurige kleding)
- Bhai Daya Singh Samparda
- Hazoori Sikhs
- Bandai Khalsa
- Ramgharia Sikhs
- Namdhari Sikhs/Kukas (vanaf circa 1725 door Balak Singh; geloven in voortzetting guru lijn; vegetarisch, meditatie; Khalsa uiterlijk; geen tempels etc.; esoterisch)
- Nirankari Sikhs ("Vormloos Sikhisme"; vanaf circa 1810; volgelingen van Baba Dayal Das; geen Khalsa uiterlijk; focus op gebruik naam van God)
- Samparda Bhindra
- Nanaksar Sikhs (vanaf circa 1900, door Nand Singh; ascetisch met meditatie en strikt vegetarisch)
- Shromani Gurdwara Parbandak Comitee
- Bhai Rhandir Singh da Jatha/Akhanda Kirtani Jath (vanaf circa 1905, door Randhir Singh; met kirtana (devotionele zang), mantra-meditatie en strikt vegetarisch)
- Sant Nirankari Sikhs (afsplitsing van de Nirankari Sikhs)
- Baba Kartar Singh Samparda/Dam Dami Taksal
- 3HO/Sikh Dharma beweging (vanaf 1971, vnl. Gora of Witte Sikhs, door Yogi Bhajan in Los Angeles; kundalini-yoga en vegetarisch)
- Mona Sikhs

## Abrahamitische religies
Geloven in één God (monotheïsme), waarbij Abraham als aartsvader van de religieuze traditie wordt beschouwd.

### Jodendom

#### Huidige richtingen

##### Rabbijns jodendom
- Orthodox jodendom
  - Charedisch jodendom
    - Chassidisch jodendom (sinds circa 1740 door Israél ben Eliëzer, de Ba'al Shem Tov vanuit Oost-Europa)
    - Mitnagdiem (lett: tegenstanders of "Litouws jodendom", reactie op chassidisme)

  - Modern-orthodox jodendom
- Conservatief jodendom
- Liberaal jodendom
  - Reconstructionistisch jodendom
  - Reformjodendom

##### Niet-rabbijns jodendom
- Karaïtisch jodendom

#### Verdwenen of voormalig joodse groepen

##### Verdwenen joodse richtingen
- Essenen
- Farizeeërs
- Hasmonieten
- Sadduceeën
- Zeloten
  - Sikariërs

##### Talmidaïsme
- Ebionieten
- Elkasieten
- Nazireeërs

##### Verborgen jodendom
- Maranen
- Converso

##### Messiaanse bewegingen
- Franksieten
- Sabbatisten (aanvankelijk joods)
  - Donmeh (mystiek)

### Islam
Zie ook stromingen in de islam

##### Soennisme(Soena)/Salafisme(Salafiyya)
- Hanafieten
- Malikieten
- Shafiieten
- Hanbalieten/Wahabisme

##### Qadarisme(Qadariyya)
- Djabarisme ("Djabariyya of Ghulaat Al-Qadariyya")

##### Kharidjisme(Khawarij)
(vrijwel alle sektes van het kharidjisme inmiddels verdwenen, behalve het ibadisme)
- Ajaridisme/Maymuniyya
- Azraqisme
- Harurisme
- Ibadisme
- Mouhakimisme
- Najdatisme
- Sufrisme
  - Nekkarisme
  - Qurriyya
- Tha'alibisme
- Akhnasisme
- Bahnasisme
- Bida'isme
- Hafsisme
- Jazimisme
- Majhulisme
- Saltisme
- Shimrakhisme
- Atawiyya
- Bayhasiyya
- Fudakiyya
- Isawiyya
- Zafariyya

##### Sjiisme(Shia)
(positie van Ali en Ahl al-Bayt staat centraal, splitste zich af van soennisme na onenigheid over opvolging van Mohammed)
- Sabaisme
- Kaisanisme
  - Karibiyya
  - Hashimiyya
  - Abbasiyya
  - Rizaniyya/Muslimiyya
  - Mukhtariyya
  - Bayaniyya
- Zaidieten ("Vijfers")
  - Dukayniyya
  - Jarudiyya
  - Khalafiyya
  - Khashabiyya
  - Tabiriyya/Butriyya/Salihiyya
  - Sulaymaniyya/Jaririyya
- Ismaïlisme ("Zeveners")
  - Assassijnen ("Nizari")
  - Druzen
  - Karamaten
  - Musta'li
    - Tayyibi
      - Bohras
- Jafari (sjiisme) ("Twaalvers")
  - Alawieten ("Nusayri")
  - Alevitisme
  - Usuli
  - Akhbari
    - Shaykhisme

##### Djahmisme
- Murjiisme
- Moetazilisme
  - Asharisme
  - Maturidisme

##### Soefisme(Tasawwuf)
(de mystieke vorm van de islam, verdeeld over talrijke tariqa's met specifieke beoefeningen)
- Aâbid
- Adhamiyya
- Ahiyya
- Ahl-e Haqq
- Ahmadiyya (soefi's)
- Alwaniyya
- Amariyya
- Bektashisme
- Berailvieten
- Chishtiyya
  - Nizamiyyah
- Deobandieten
- Gnawa
- Heddawa (Drabliyya)
- Idrisiyya
- Kubrawiyya
- Mevlevi
- Muridiyya
- Naqshbandiyya
  - Uwaïsy
- Nimatullahi
- Nurbakshiyya
- Qadiriyya
- Qalandariyya
- Rifa'i
  - Badawiyya
- Sanussiyya
- Shadiliyya
  - Akbariyya
  - Darqawiyya
    - Alawiyya

  - Jazouliyya
    - Aïssawiyya
- Suhrawardiyya
- Tijaniyya
- Universeel soefisme

(voor meer zie: lijst van tariqas)

##### Koranisme(Quraniyun)
(in oppositie met soennisme; verwerpt alle bronnen buiten de Koran, die als enige gezaghebbende bron wordt beschouwd)
- The Ahle Qur'an
- Tolu-e-Islam
- United Submitters International

##### Ahmadiyya
(door veel moslims beschouwd als buiten de islam)
- Ahmadiyya Moslim Gemeenschap ("Qadiani")
- Lahore Ahmadiyya Beweging ("Lahori")

##### Nation of Islam
(politiek-religieuze organisatie die uitsluitend voor Afro-Amerikanen opkomt)

### Christendom

##### Historische (verdwenen)Ebionieten
(vroege messias belijdende vegetarisch levende joden-christenen, afwijzing van het paulinische christendom, hadden een eigen Hebreeuws evangelie; periode van verdwijning is onduidelijk)

##### Historische (verdwenen)Marcionisme
(sinds circa 120 door Marcion van Sinope, afwijzing van de oriëntatie op de joodse heilige boeken en begin van een eigen christelijke canon; verdwenen rond 350)

#### Niet-Chalcedonische christendom

##### Historische (verdwenen)Arianisme(niet-trinitarisch)
(sinds 280 door Arius, presbyter van Alexandrië, vanaf 325 schisma met moederkerk; verdwenen rond 8e eeuw)

##### Nestorianisme
(sinds 431, schisma Kerk van het Oosten of Oost-Syrische Kerk en Byzantijnse Moederkerk)

##### Oriëntaalse of Oude Orthodoxie
(sinds 451, schisma met Byzantijnse Moederkerk)

#### Chalcedonische christendom

##### Oosterse of Nieuwe Orthodoxie
(sinds 1054, schisma met Roomse Kerk)

##### Rooms-katholicisme
(sinds 1054, schisma met Oosterse-Orthodoxe Kerk)

##### Protestantisme
- Waldenzen (sinds 1173 door Peter Waldo/Valdes in Lyon, Frankrijk; in V.S. jaren 1920 samen met Presbyterianisme, in Italië 1979 met Methodisten)
- Lutheranisme (vanuit Duitsland sinds 1521)
- Laestadianisme (Sinds midden 19e eeuw. Voornamelijk in Finland, Zweden, Noorwegen en Noord-Amerika)
- Anabaptisme (Doopsgezindheid, sinds circa 1525 vanuit Zwitserse Reformatie onder invloed van Huldrych Zwingli, volgelingen van Grebel; Mennonieten (sinds 1536 volgelingen van Menno Simons), Hutterieten en Amana (Amish))
- Anglicanisme (vanuit Engeland sinds 1534)
- Unitariërs (vrijzinnig en religieus-humanistisch,  sinds midden 16e eeuw vanuit Polen-Litouwen en Transsylvanië, keren zich tegen triniteitsleer, voornamelijk in VS, Groot-Brittannië en Hongarije)
- Hervormd Protestantisme:
  - Calvinisme (sinds 1534)
  - Presbyterianisme (vanuit Schotland onder invloed van Anglicanisme en Calvinisme sinds 1574)
- Baptisme (Congregationalisme, sinds 1639, onder andere Pilgrim Fathers en Billy Graham)
- Genootschap der Vrienden (Quakers sinds circa 1650)
- Herrnhutters (Evangelische Broedergemeente of Moravische Kerk, sinds 1722 vanuit Tsjechische reformatie, waaronder Piëtisme en Calvinisme)
- Methodisme (sinds circa 1730, vanuit Anglicanisme onder invloed van Moravische Kerk en Nederlandse theoloog Jacobus Arminius)
- Leger des Heils bewegingen (Salvation Army sinds 1865, vanuit Methodisme in Engeland)
- Pinksterbeweging (Pinkstergemeentes, sinds 1901)
- De Christengemeenschap (sinds 1922)
- Evangelicalisme (Evangelische Beweging)
- Messiasbelijdende Joden of Messiaanse Beweging
- Emerging church (onvertaalde Engelse term, postmoderne en hoofdzakelijk post-evangelicale stroming, vanaf einde 20ste eeuw)

##### Restaurationisme
- Mormonisme (sinds circa 1830)
- Adventisme (vanuit Baptisme sinds circa 1830)
  - Zevendedagsadventisme (sinds circa 1860)
  - Jehova's getuigen (sinds 1874, met Adventistische invloeden; niet-trinitarisch)
- Apostolischen (sinds circa 1830, Reveil vanuit Presbyterianisme, Anglicanisme, Baptisme, Quakers, Rooms-katholicisme)
- Jezuïsme (afwijzing van christelijke dogma's en de suprematie van leringen die niet van de historische Jezus afkomstig zijn)
- Kerk van de Levende God, Pilaar en Steun van de Waarheid, Licht van de Wereld (sinds 1926)

## Iraanse religies

### Zoroastrianisme
- Zurvanisme
- Mazdakisme
- Khurramiten

### Yazdanisme
- Jezidi's
- Ahl-e Haqq

### Bábisme
- Bahá'í-geloof
- Orthodox bahá'í-geloof
- Azali

### Iraans Gnostische religies
- Mandaeërs
- Manicheïsme
- Mithraïsme

## Historischgnosticisme(verdwenen) engnostiek(verdwenen)
(zie ook niet-sektarische en transsektarische bewegingen)
- Basilidiërs
- Bogomielen
- Borboriten
- Cainieten
- Carpocrates
- Cerinthus
- Katharen
- Marcionisme (niet volledig gnostisch)
- Ophieten
- Naässenen
- Sethianisme
- Simon Magus
- Valentinus
- Valentinianisme

## Endemische religies
De mondeling overgeleverde canon van autochtone volkeren, veelal met een vorm van animisme
- Afrikaanse religies
  - Yorubareligie
  - Egyptische mythologie
  - Voodoo
- Europese religies
  - Angel-Saxische mythologie
  - Baskische mythologie
  - Chukchi-mythologie
  - Druïdisme (Keltische mythologie)
  - Finse mythologie
  - Griekse godsdienst
    - Griekse mythologie
    - Mystiekreligies
      - Mysteries van Eleusis
      - Pythagoreïsme

  - Germaanse mythologie
    - Noordse mythologie

  - Romeinse godsdienst
    - Romeinse mythologie

  - Slavische mythologie
- Aziatische godsdiensten
  - Babylonische and Assyrische godsdiensten
    - Assyrische mythologie
    - Babylonische mythologie
    - Chaldeaanse mythologie
    - Sumerische mythologie

  - Chinese mythologie, Traditionele Chinese godsdienst
  - Shintoïsme (Japanse godsdienst)
    - Oomoto

  - Tengriisme (Inheems geloof van de Turkse volkeren en de Mongolen)
  - Yezidis (Aangepast inheems Koerdisch geloof)
- Indiaanse godsdiensten
  - Abenakimythologie
  - Azteekse mythologie
  - Cherokeemythologie
  - Choctawmythologie
  - Creekmythologie
  - Guaranímythologie
  - Haidamythologie
  - Hopimythologie
  - Huicholmythologie
  - Inkamythologie
  - Inuitmythologie
  - Irokese mythologie
  - Lakhotamythologie
  - Lenapemythologie
  - Mayamythologie
  - Mixteekse mythologie
  - Navajomythologie
  - Ojibwamythologie
  - Olmeekse mythologie
  - Pawneemythologie
  - Paxojemythologie
  - Pimamythologie
  - Salishmythologie
  - Senecamythologie
  - Taraskische mythologie
  - Wyandotmythologie
  - Zapoteekse mythologie
  - Zunimythologie
- Godsdiensten van Oceanië
  - Australische Aboriginalmythologie
  - Balinese mythologie
  - Inheemse godsdienst van Nauru
  - Micronesische mythologie
  - Maori-mythologie
  - Modekngei (Republiek Palau)
  - Polynesische mythologie
  - Tuvaluaanse mythologie

## Niet-geopenbaarde levensbeschouwingen
Filosofieën die niet werden geopenbaard door een heilige profeet
- Carvaka
- Confucianisme
- Fellowship of Reason
- Humanisme
- Mohisme
- Pantheïsme
- Prometheïsme
- Religieus humanisme
- Taoïsme
- Totemisme

## Duivelsaanbidding
- Demonolatry
- Dragon Rouge
- Geitendom
- Satanisme
  - Niet-theïstisch satanisme
    - Church of Satan
    - First Satanic Church
    - The Satanic Temple

  - Theistisch satanisme
    - Joy of Satan Ministries
    - Order of Nine Angles
    - Our Lady of Endor Coven
    - Temple of the Black Light
    - Temple of Set
- Setianisme
  - The Storm
- Quimbanda

## Syncretischegodsdiensten
In recente tijden ontstaan door fusie van andere religies of bewegingen die alle religie als varianten van hetzelfde beschouwen
- Arès Pilgrimage Beweging (Frankrijk)
- Bahai
- Cao Dai (Vietnam)
- Cultus van het Sprekende Kruis (Cruzob)
- Falun Dafa/Falun Gong (China)
- Huna (Hawaï)
- Konkokyo (Japan)
- Law of One
- Mahikari[2]
- Rastafari
- Seicho-No-Ie (Japan)
- Tenrikyo (Japan)
- Theosofie
- Unitaristisch Universalisme
- Universal Life Church

## Entheogene(hallucigene) religies
Godsdiensten gebaseerd rond (bepaalde) geestelijk inspirerende substanties (drugs) 
- Op Ayahuasca gebaseerde religies
  - Santo Daime 
  - União do Vegetal
- Church of the Universe (marihuana sacrament)
- Peyotisme
- THC Ministry

## Nieuwe religieuze bewegingen
Bewegingen gesticht na 1850 met een beperkt aantal volgelingen
Op het hindoeïsme afgestemde nieuwe religieuze bewegingen
- Ananda Church of Self Realisation (via Swami Kriyananda / Donald Waters, discipel van Yogananda)
- Brahma Kumaris
- Meher Baba (eigenlijk een Zoroaster)
- Muktananda was volgeling van swami Nityhananda.
- Osho/Rajneeshisme
- Sathya Sai Baba
  - Kardecist Spiritisme
- Sant Mat
- Self Realisation Fellowship (volgelingen Swami Paramahansa Yogananda)
- Swaminarayan
- Vedanta Society
- Adi Da was volgeling van Muktananda
- Jiddu Krishnamurti kwam voort uit Theosofie
- School voor Filosofie

Op het boeddhisme gerichte nieuwe religieuze bewegingen
- Falun Gong (China; wereldwijd)
- Hoa Hao (China)
- Santi Asoke (Thailand)
- Soka Gakkai (Japan)
- Vipassana traditie van S.N. Goenka (Myanmar / India)
- Triratna Boeddhistische Beweging (Europa en India)
- Won Boeddhisme

Op het jodendom gerichte nieuwe religieuze bewegingen
- Talmidaïsme
- Afrikaanse Hebreeërs

Nieuwe religieuze bewegingen met islamitische wortels
- Dances of Universal Peace
- Nation of Islam (Zwarte Moslims)
- Subud

Op het christendom gerichte nieuwe religieuze bewegingen
- Branch Davidians (sinds 1929 door Victor Tasho Houteff, vanuit Zevendedags Adventisme)
- Lou de Palingboer (sinds 1950 door Louwrens Voorthuijzen alias "Lou de Palingboer", de "Christus van Muiden")
- Verenigingskerk (sinds 1954 door Sun Myung Moon in Zuid-Korea)
- Peoples Temple (sinds jaren 1950 door James Warren Jones in Verenigde Staten, verdwenen na collectieve zelfmoord in Guyana in 1978)
- Children of God (sinds 1969, 'Fellowship of Independent Missionary Communities' of 'the Family', door David Berg vanuit Christian and Missionary Alliance en Jesus Movement in V.S.)

Chinees georiënteerde nieuwe religieuze bewegingen
- I-Kuan Tao
- Falun Gong

Op Japan georiënteerde nieuwe religieuze bewegingen
- Tenrikyo
- Seicho no Ie
- Reiki of Johrei
- Oomoto
- Soka Gakkai
- Aum Shinrikyo

Op Korea georiënteerde nieuwe religieuze bewegingen
- Chondogyo

Op Vietnam georiënteerde nieuwe religieuze bewegingen
- Hoa Hao

Westerse esoterische groepen
- Eckankar (Grondlegger: Paul Twitchell)
- Golden Dawn
- Gurdjieff Werk
- Oscillantisme
- Padwerk
- Spiritisme
- Thelema
  - Argenteum Astrum
  - Fraternitas Saturni
  - Ordo Templi Orientis
  - Typhonian Ordo Templi Orientis

Neopaganisme of Modern Heidendom
- Ásatrú
- Hellenisme
- Wicca

Inheemse nieuwe religieuze bewegingen
- Burkhanisme
- Cargo cults
- Ghost Dance
- Native American Church

Afrikaanse Diaspora / Latijns-Amerikaanse nieuwe religieuze bewegingen
- Candomblé
- Umbanda

Blanke suprematie godsdiensten
- Church of Jesus Christ Christian
- Covenant of the Sword and the Arm of the Lord
- World Church of the Creator (Creativity Movement)
- Church of the American Knights of the Ku Klux Klan

"Alien" godsdiensten
- The Aetherius Society
- Raëlisme
- Scientology
  - Scientology Kerk
  - Free Zone
- Unarius society (Unarius Academy of Science)
- Universal Church (van Peter William Leach-Lewis, via 'I AM' beweging)
- Urantia

Overige nieuwe religieuze bewegingen
- Baluan Native Christian United Church
- Breatharianism
- Brianisme
- Christian Fellowship Church of New Georgia
- Church Universal and Triumphant (Summit Lighthouse van Elizabeth Clare Prophet, rechtse chr. New Age, uit 'I AM' beweging)
- Church of Virus
- Elan Vital
- Faithists of Kosmon
- 'I AM' Religious Activity (van Guy en Edna Ballard via Theosofie)
- Juche (De persoonlijkheidscultus van Noord-Koreaanse leiders)
- Order of the Solar Temple
- Pastafarianisme of de Kerk van het vliegend Spaghettimonster
- Process Church of the Final Judgement
- Purtillologie
- Share International (Maetrya beweging van Benjamin Creme via Aetherius Society (Alien godsdienst) en Alice Bailey, theosofe)
- Subud
- Tuka Beweging
- Yoisme

## MystiekenTantra
niet-sektarische en trans-sektarische spirituele bewegingen en praktijken
- Hindoe mystiek:
  - Tantra en yoga
    - Ananda Marga
    - Bhakti-yoga
    - Transcendente meditatie

  - Vedanta
- Tantrisch Boeddhisme
  - Vajrayana
  - Zen
- Taoïsme
- Joodse mystiek:
  - Kabbala
- Westerse mystiek:
  - christendom:
    - Christelijke mystiek
    - Gnostiek

  - Esoterie:
    - Alchemie
    - Antroposofie
    - Gnosticisme
    - Martinisme
    - Vrijmetselarij (België: De Loge)
    - Rozenkruisers
      - Ancient Mystical Order Rosae Crucis
      - Confraternity of the Rose Cross
      - Rosicrucian Fellowship
- Islamitische mystiek
  - Soefisme
- Javaanse mystiek

## Levensbeschouwelijke hoofdcategorieën
- Agnosticisme
- Animisme
- Atheïsme
- Deïsme
- Dualisme (Dvaita-vada)
- Humanisme
  - Seculier humanisme
  - Religieus humanisme
- Kathenotheïsme
- Maltheïsme
- Monisme
  - Idealisme ("psychisch monisme")
    - Zuiver Non-dualisme (Vishuddha Advaita-vada of Samkhya)
      - Mayavada (hindoeïstische filosofie van "alles is illusie")
      - Shunyavada (boeddhistische filosofie van "alles is leegte")

  - Materialisme ("fysisch monisme", "Dehatma-vada", "Dehaparinama-vada" of "Jada-vada")
  - Neutraal Monisme:
    - Pantheïsme
    - Panentheïsme
      - Dualistisch non-dualisme (Dvaita-Advaita-vada)
      - Gekwalificeerd Non-dualisme ("Vishista-Advaita-vada" of "Mahavishnu-vada" of Uttara Mimamsa)
      - Non-dualistisch dualistisch non-dualisme ("Advaita-Dvaita-Advaita-vada")
- Neohumanisme
- Sjamanisme
- Suitheïsme
- Theïsme
  - Henotheïsme
    - Monolatrisme

  - Monotheïsme
  - Panentheïsme
  - Pantheïsme
    - Cosmotheïsme

  - Polytheïsme